# Pierre Picot
Pierre Picot (* 29. Januar 1746 in Genf; † 21. März 1822 oder 31. März 1822 ebenda) war ein Schweizer evangelischer Pfarrer und Hochschullehrer.

## Leben

### Familie
Pierre Picot war der Sohn des Kaufmanns Jean-Daniel Picot (* 1705 in Genf; † 19. Januar 1799 ebenda) und dessen Ehefrau Jeanne-Pernette (* 26. Juni 1715 in Genf; † 8. November 1804 ebenda), Tochter von Jean Antoine Patron (1668–1754); er hatte noch sieben Geschwister.
Einer seiner Vorfahren war der Stoffhändler Nicolas Picot (1520–1573) aus dem französischen Noyon, der gemeinsam mit Johannes Calvin nach Genf ging und sich dort niederliess. 
Seit dem 9. Dezember 1775 war er mit Marie-Elisabeth (* März 1756 in Genf; † 29. Januar 1795 ebenda), Tochter des Pfarrers Jean Trembley (1713–1783), verheiratet; gemeinsam hatten sie drei Kinder.  
Zu seinen Nachfahren gehören unter anderem der Theologe Eugène Choisy (* 25. Februar 1866 in Genf; † 13. April 1949 ebenda) und der Historiker Albert Choisy (* 25. Oktober 1867 in Genf; † 8. März 1957 ebenda).

### Werdegang
Von 1761 bis 1764 studierte Pierre Picot anfangs Philosophie und darauf von 1764 bis 1768 Theologie an der Académie de Genève; 1768 erfolgte seine Ordination.
Von 1771 bis 1772 unternahm er eine Auslandsreise, die ihn nach England, Frankreich und Holland führte.
Nach seiner Rückkehr in die Schweiz war er von 1773 bis 1783 Pfarrer in Satigny und von 1783 bis 1789 Pfarrer in Genf.
1787 wurde er als Honorarprofessor für Kirchengeschichte an die Akademie in Genf berufen und blieb bis 1795 in diesem Lehramt; in dieser Zeit übte er von 1790 bis 1792 das Amt des Rektors der Akademie aus. Von 1795 bis 1817 war er als Professor für Theologie an der Akademie tätig.

### Politisches und berufliches Wirken
Pierre Picot wurde 1793 Mitglied der Genfer Nationalversammlung.
Er verfasste und publizierte verschiedene theologische Schriften, insbesondere Predigten und beschäftigte sich in seiner Freizeit mit Astronomie.
Sein Nachlass befindet sich im Archives cantonales vaudoises, aus dem auch sein abweichendes Geburtsdatum hervorgeht, und in der Handschriftenabteilung der Universitätsbibliothek Genf.

## Trivia
Während seines Aufenthaltes in England lernte Pierre Picot unter anderem Benjamin Franklin kennen, der ihn vergeblich überreden wollte, James Cook auf dessen zweiter Südseereise zu begleiten.

## Schriften (Auswahl)
- Prière d’actions de grâces, pour le mardi 19 avril 1814. J. J. Paschoud, Genève 1814.
- Sermon d’actions de graces pour le samedi 31 décembre 1814, jour anniversaire de la Restauration de la Ville et République de Genève : prononcé dans la Cathédrale de Saint-Pierre. Genève 1815.
- Fièvre rouge. Genève 1818.
- Pierre Picot : 1880-1910. Fragments de son journal intime et de sa correspondance, suivis de quelques études. Publié avec un Avant-propos par Aug[uste] N[aville]. Foyer Solidariste, Saint-Blaise 1911.